# ユヒ5世
ユヒ5世ムシンガ (Yuhi V Musinga、1883年 - 1944年1月13日) は、ルアンダ王（ムワミ）、在位：1896 - 1931年。

## 生涯
即位時は10代前半と幼かった。即位後すぐの1899年にドイツ領東アフリカに組み込まれる。ドイツ軍の力を借り王権を強化したが、第一次世界大戦でドイツが敗北すると1916年にベルギーにより占領、1919年に委任統治領とされ、人頭税導入に伴い反乱が拡大する。1923年にはベルギーの支援を受けフツの小王国を服属させる。統治力に対する評価と、カトリック洗礼拒否のために、1931年11月12日ベルギー統治政府により退位させられる。長男ムタラ3世、末子キゲリ5世が王位継承。

## 脚註
1. 1 2  武内進一「ルワンダ史年表」『現代アフリカの紛争を理解するために Archived 2006年1月12日, at the Wayback Machine.』第6章 pp.261-316. アジア経済研究所 1998年